# Tessa Kosta
Tessa Kosta, nata Tessa Kay Kosta (Chicago, 12 dicembre 1890 – New York, 23 agosto 1981), è stata un'attrice statunitense, star di Broadway e del teatro di operetta nei primi decenni del Novecento.

## Biografia
I genitori di Tessa erano Edward e Emma Kosta, due emigrati ungheresi che erano arrivati negli Stati Uniti l'anno in cui nacque la bambina. Da Chicago, la famiglia Kosta si trasferì a San Francisco dove Edward lavorò come pasticciere. Ai primi del Novecento, i Kosta andarono a vivere a Ely, nel Nevada dove, nel 1907, Tessa si diplomò all'Ely High School. Si iscrisse poi all'Università di Salt Lake City, dopo aver studiato musica alla Holy Rosary Academy di San Bernardino, in California.
Nel febbraio del 1911, Tessa venne notata dal produttore George W. Lederer che la tolse dal coro per affidarle il ruolo di Yvonne Sherry, colei che dava il titolo al musical Madame Sherry, in scena a Broadway. Un ruolo che Tessa ricoprì per oltre un anno prima di passare a interpretare Claudine nella commedia The Pink Lady con cui andò in tour negli Stati Uniti a fianco di Olga De Baugh e Harry Depp.
Tessa Kosta sposò l'agente teatrale Richard J. Madden con il quale rimase sposata fino alla morte di lui. Lei si spense nel 1981 a Manhattan, all'età di 90 anni, per un attacco cardiaco.

## Spettacoli teatrali
- The Beauty Shop
- Chu Chin Chow
- The Royal Vagabond
- Lassie
- Princess Virtue
- The Chocolate Soldier
- The Rose of Stamboul (Broadway, 7 marzo 1922)
- Caroline
- Princess April
- Princess Ida
- Song of the Flame
- The Fortune Teller